# Torre Glòries
Torre Glòries (katalanska/spanska: 'Glòriestornet') är ett 144 meter högt kontorshus i Barcelona (Katalonien i Spanien). Det restes åren 2001–2005 och har en cylindrisk form. Fram till 2017 bar byggnaden namnet Torre Agbar, efter den ursprungliga byggherren och husägaren (vattenbolaget Grupo Agbar – Aguas de Barcelona). Det året bytte det namn efter att fastighetsbolaget Merlin Properties köpt byggnaden.

## Beskrivning
Torre Glòries innehåller 30 000 kvadratmeter kontorsyta, 3 210 kvadratmeter för service och teknik samt 8 350 kvadratmeter tjänsteyta – inklusive ett auditorium. Byggnaden är 144 meter hög, fördelad över 38 våningar (varav 4 under jord). Den är Barcelonas tredje högsta byggnad, efter Hotel Arts (43 våningar, 154 meter) och Torre Mapfre (40 våningar, 154 meter).
Fästa på byggnadens fasad finns cirka 4 000 lysdioder. Dessa gör det möjligt att skapa olika bilder runt den cylindriska fasaden. Systemet har sedan 2006 använts för projektioner i samband med stadens nyårsfirande, fram till 2009 TV-sänt av regionens TV-bolag Televisió de Catalunya. Senare har bland annat stadens VA-bolag (Aigües de Barcelona) ansvarat för arrangemanget.
Torre Glòries är byggt i en cylindrisk, närmare toppen avsmalnande form. Den har mer än en gång uppmärksammats för sin falliska form och även jämförts med den snarlika, spolformade skyskrapan 30 St Mary Axe i London och stolpiller. Byggnadens nyskapande teknik och utformning har kritiserats för att vara opraktiska.

## Historik
Byggnaden, som restes mellan 2001 och 2005 och invigdes under namnet Torre Agbar, är beläget vid Plaça de les Glòries i centrala delen av Barcelona, vid korsningen av de tre avenyerna Diagonal, Gran Via och Meridiana. Ägaren och namngivaren av huset var länge Grupo Agbar (Aguas de Barcelona), ett vatten- och energibolag som numera ingår i det Frankrikebaserade energibolaget Engie (före detta GDF Suez).
Byggnaden ritades av den franske arkitekten Jean Nouvel, i samarbete med Barcelonafirman b720. Den är konstruerad i betong, stål och glas, och den innehåller totalt 4 500 fönster. Solskydden runt byggnaden kan stängas och öppnas automatiskt, genom att de är kopplade till ett system för temperaturreglering.
Från början ägdes Torre Agbar av det spanska vatten- och energibolaget Grupo Agbar (Aguas de Barcelona). År 2013 såldes huset till det amerikanska Emin Capital, vilket hade planer att förvandla det till ett lyxhotell och del av hotellkedjan Grand Hyatt. 2015 meddelades dock att planerna låg på is, i avvaktande på byggnadstillstånd. Det nya kommunstyret i staden, lett av borgmästaren Ada Colau, satte ett (tillfälligt) stopp för byggandet av nya hotell.
Under tiden hade den nya husägaren sedan augusti 2015 också upphört att lysa upp fasaden kvälls- och nattetid, motiverat av kostnadsskäl. Senare har huset dock lysts upp vid vissa tillfällen.
2017 såldes Torre Agbar till fastighetsbolaget Merlin Properties. Byggnaden fick därefter ett nytt namn som Torre Glòries, efter namnet på det stora torget strax intill.

### Nyårsfiranden
Åren 2006–2009 var Torre Agbar föremål för årliga TV-sända nyårsfiranden. Bland annat utnyttjade man möjligheten att skapa olika bilder och animationer på byggnadens ljussatta fasad. Nedan listas de olika nyårsfirandena. Årtalen nedan syftar på året vid nedräkningen, det vill säga nyårsaftons sista minuter och sekunder. På katalanska kallas dessa nyårsfiranden för Les campanades ('klockringningarna').
Katalansk TV och radio ringde tidigare in det nya året vid olika kända byggnader runt om i regionen, exempelvis på orter som Breda, Cadaqués, Sant Andreu del Palomar, Das (i Cerdanya), Núria, Cervera, Santa Maria de Montserrat och Sitges. Avtalet 2006 mellan TVC (ägare av TV3) och Torre Agbars ägare gällde för tre år framåt, vilket i slutändan blev fyra. Från och med nyårsafton 2010 återtog TV3:s nyårsprogram sin runtflyttande karaktär i regionen för att sedan 2013 ha permanentat Barcelonas Palau Nacional och dess fontänanläggning som permanent plats för "klockringningen".
Nedan listas de fyra år då Torre Agbar var scen för TV3:s nyårsfirande:
- 2006 – Första året då TV3 och Catalunya Ràdio arrangerade/visade "klockringningar" vid Torre Agbar.[13]
- 2007 – Två av nyhetsankarna från TV3:s kvällsnyheter presenterade ett specialprogram från Torre Agbar.[15]
- 2008 – Klockringningen presenterades av TV-meteorologen Tomàs Molina samt hans imitatör David Olivares från humorprogrammet Polònia.[16]
- 2009 – Programpresentatörer i TV3: Xavi Coral (från samhällsprogrammet .CAT) och Espartac Peran.[17]